# Baabul
Baabul (in hindi बाबुल) è un film indiano del 2006 diretto da Ravi Chopra. Protagonisti del film sono Amitabh Bachchan, Hema Malini, Salman Khan, Rani Mukerji, John Abraham e Om Puri. Il film celebra i cinquanta anni di cinema di B. R. Chopra, produttore della pellicola.

## Trama
Avi è un giovane ambizioso e brillante. Educato negli Stati Uniti, torna in India per prendersi cura degli affari di suo padre. L'incontro con la giovane artista Malvika fa scattare l'amore: i due si sposano e hanno un figlio. Tutto sembra procedere nel migliore dei modi ma un giorno Avi rimane ucciso in un incidente stradale: Malvika è ora vedova, con il benessere del figlio quale unico obiettivo e nessun progetto di rinascita affettiva nel cassetto. Saranno i suoceri della donna a farla riflettere sul bisogno di ritrovare l'amore e, forse, di lasciarsi il passato alle spalle.